# Giuseppe Calenzuoli
Giuseppe Calenzuoli, född 1815 i Florens, död 1882, var en italiensk lustspelsförfattare.
Calenzuoli författade mer än 30 mest smärre lustspel, som enligt Nordisk familjebok "utmärkas af blick för det sceniska, fin iakttagelse, god karaktärsteckning och en kvickhet, som aldrig förirrar sig till det simpla". Här bör nämnas Ricerca d'un marito (1852), Commedia e tragedia (1854), Il sottoscala (1863), Padre Zappata, Le confidenze innocenti (1879) samt hans för kvinnlig ungdom avsedda samling Dialoghi e commedie per fanciulle (1874). 